# チャイロサナギガイ
チャイロサナギガイ（茶色蛹貝）、学名：Pupilla muscorum (Linnaeus, 1758)はサナギガイ科に分類される数ミリの茶色っぽい楕球形をした陸産貝類の一種。本種はサナギガイ属 Pupilla Fleming, 1828 のタイプ種で、サナギガイ属はサナギガイ科のタイプ属である。従って本種の特徴がこれらの属と科の特徴の基準となる。北半球の広い範囲に分布し、サナギガイ属では最も広く分布し、かつ最も普通に見られる種とされる。

## 分布
- 欧州

北欧や南欧を含むイングランドからロシア極東にわたるヨーロッパのほぼ全域。タイプ産地はスウェーデン。
- アフリカ（北部）
- 中東
- アジア

北アジア、中央アジア、東アジア、スリランカ。中国では北京、河北省、甘粛省、山西省などに分布するとされる。日本からの報告ないが、本種によく似たハナシサナギガイ Pupilla hokkaidoensis Nekola, Coles & S. Chiba, 2014が分布する。
- 北米北部（北米東部：北はAnticost Islandから南はニュージャージー州アトランティックシティーまで、北米西部：北はカナダからオレゴン州ミルトンから南はコロラドからニューメキシコ州のSoeorro Co.にかけてのロッキー山脈まで）[3]。

これらの範囲は20－30種からなるサナギガイ属 Pupilla 全体の分布域をほぼカバーしているとされる。

## 形態
殻

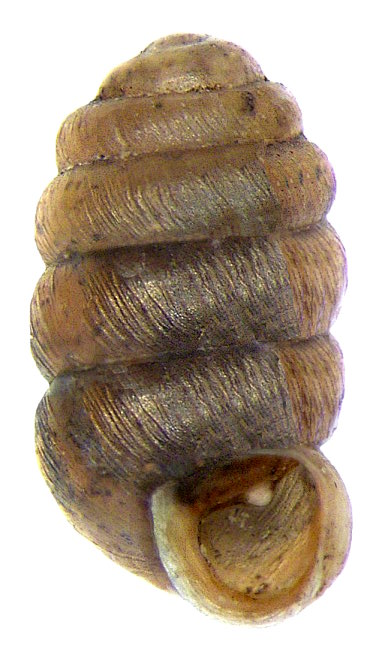
殻口の歯が内唇に1個のみ出た例 （ドイツ・オーバーフランケン産）

殻高：2.98mm-4.06mm、殻幅：1.65-1.74mm、螺層数は5.5-7.0層、殻色は赤褐色～角灰色。全体に両端の丸い円筒形もしくは長卵形で、殻頂は丸味を帯びつつ鈍く尖る。殻表は最初の1.75層はほとんど平滑で、以後は細かい成長線があるが顕著な彫刻はない。殻質は薄くはなく、石灰分の多い環境ではより厚くなり、それが少ない環境ではより薄くなって透明感のあるものも出現する。原則として右巻きだが、北米では一定の割合で左巻きが出現する個体群があり、それには Pupilla muscorum sinistra Franzen, 1946という亜種名が付けられている。
サナギガイ科は陸生有肺類であるため蓋はないが、しばしば殻口内に歯状突起をもつ。本種の場合、歯状突起は0個～4個の範囲で変化し、完全に出る場合は、内唇に1個、外唇内側に2個、軸唇1個の計4個となる。しかし実際に4個の全てをもつ個体は非常に稀で、欧州産では内唇に1個のみか、それに加えて外唇内側に1-2個出るのが一般的である。北米では歯状突起が全くないのが普通で、最多でも内唇に1個、外唇に1個、軸歯の計3個までで、かつ軸歯まで出るのは西部の山地帯のもの限られる。なおリンネの原記載には「殻口には歯が無い（ "apertura edentula" ）」と記されている。
殻口縁は狭く反り返ってリップを形成し、その背後には弱い括れを挟んで殻口縁に平行したクレストと呼ばれる白っぽいリング状の肥厚部をもつ。ただし北米産では欧州産ほどリップもクレストも発達しない。臍孔は狭い裂け目状。
幼貝では殻口内に歯状突起はなく、殻口縁も単純である。
軟体
軟体は殻に比べると小さく、匍匐する時の腹足の全長は殻高の半分程度。背面が黒っぽく、足の周辺はやや淡色、表面の溝やしわ状彫刻はあまり顕著ではない。1対の大触角はよく発達し先端に大きめの眼があり、下方にある小触角も小さいが明瞭に存在する。
生殖器（）：陰茎は生殖孔のやや上部で長い付属肢が分岐している。この付属肢は基部が太く、基方1/3付近で段差を生じて急に細くなった後、再び先方に向かって太くなり先端は丸味を帯びて終わる。この段差部分には2叉した雄性牽引筋の1支が付着する。陰茎は付属肢分岐部の更に上方でも別の短い盲管を分岐させ、そこから輸精管に向かう途中に陰茎牽引筋が付着している。これは2叉した雄性牽引筋のもう一方の1支である。その後陰茎は生殖孔基部に向かい、やがて細まって輸精管に移行した後は雌性部に沿って走り両性輸管になる。膣上部からは長い交尾嚢が分岐し、その先端近で盲管が分岐ているため2叉状となる。この盲管は交尾嚢よりも長いこともある。

## 生態
低地から山地まで生息し、アルプス山脈では標高2400m、ブルガリアでは標高1200mまで見られる。乾燥した牧草地や、砂地、開放的で陽光のあたる環境や石灰質の土地に多く、落ち葉層やリター層中、コケの間、石の下などに棲息する。ブリテン島ではヒツジが食んだ石灰質の草地などに多い。雌雄同体、卵胎生で、体内に1-8個の胎貝をもっているものが周年観察される。ポーランドでは3月から10月まで活動し、6月-8月が産仔の最盛期となる。懐妊している個体は交尾をしない。足は殻に比べて小さいが、殻は引きずることなく後方に持ち上げて活動する。

## 分類
本種のなかには隠蔽種が含まれている可能性もあり、将来は複数の種に分けられるかも知れない。殻口の歯の数や強さ、殻の大きさや厚さ、その他に変異があり、各地のものに複数の変種名や亜種名が付けられてきたが、それらの多くは後にチャイロサナギガイの単なる変異型と見なされて異名とされた。しかしそのうちの一つ Pupilla pratensis (Clessin, 1871) は詳細な形態比較やミトコンドリアDNA（COI・CytB）を用いた分子系統解析からチャイロサナギガイとは独立した別種であることが明らかにされた。その結果、従来チャイロサナギガイとして報告されているもののうち、湿度の高い環境に棲息するやや大型のものは P. pratensis である可能性があるとされるが、永く混同されて来たために正確な分布範囲はまだ十分にわかっていない。
他にも北米のチャイロサナギガイでは殻口に歯のないものが圧倒的に多いことなど欧州産とは異なる傾向もあり、分子を用いた再比較が望まれるとともに、中欧の第四紀から多く報告されている化石亜種 Pupilla muscorum densegyrata Lozek, 1954 なども詳細な形態比較の必要性が指摘されている。
その他の Pupilla 属の種にもチャイロサナギガイによく似た種類が多く、それらとの系統関係も十分には明らかになっていない。